# Order Bohdana Chmielnickiego (ZSRR)
Order Bohdana Chmielnickiego (ros. Орден Богдана Хмельницкого) – order wojskowy Związku Socjalistycznych Republik Radzieckich.
Został ustanowiony dekretem Prezydium Rady Najwyższej ZSRR z 10 października 1943 roku jako order trzyklasowy, nadano mu statut i opisano odznakę, w dniu 26 lutego 1947 roku wniesiono drobne poprawki w statucie.

## Sposób nadawania
Order Bohdana Chmielnickiego posiadał trzy klasy i nadawany był przez Prezydium Rady Najwyższej ZSRR.
- Orderem I klasy nagradzano – dowódców frontów, flot, armii, flotylli i ich zastępców, szefów sztabów, szefów wydziałów operacyjnych, szefów rodzajów wojsk frontów, flot, armii i flotylli oraz dowódców zgrupowań partyzanckich za:
  - pomyślnie przeprowadzoną operację z umiejętnym wykorzystaniem manewru, w rezultacie której wyzwolono rejon, miasto lub ważne osiedle oraz zadano nieprzyjacielowi poważne straty w sile żywej i sprzęcie;
  - wykonaną zgrupowaniem oddziałów partyzanckich operację, w wyniku której zniszczono sztab przeciwnika, zdobyto jego bazę, zniszczono duże transporty, a także za przeprowadzoną we współdziałaniu z oddziałami regularnymi operację bojową, w rezultacie której wyzwolono znaczną część terytorium;
- Orderem II klasy nagradzano – dowódców korpusów, dywizji, brygad i pułków, ich zastępców i szefów sztabów, dowódców zgrupowań oddziałów partyzanckich, ich zastępców i szefów sztabów oraz dowódców oddziałów partyzanckich za:
  - przerwanie umocnionej pozycji wroga, pomyślną operację forsowania rubieży wodnej, za głęboki rajd na tyły przeciwnika, w rezultacie którego poważnie naruszono linie komunikacyjne oraz zadano poważne straty urządzeniom tyłowym przeciwnika;
  - umiejętnie zorganizowaną i pomyślnie przeprowadzoną przez oddział partyzancki operację, w rezultacie której rozgromiono punkt oporu przeciwnika, zniszczono garnizon wroga, uwolniono pędzonych na katorgę obywateli radzieckich, zniszczono transporty przeciwnika lub naruszono jego linie komunikacyjne i łączności;
- Orderem III klasy nagradzano – szeregowych, podoficerów oraz oficerów do dowódcy batalionu (równorzędnego) włącznie, partyzantów, dowódców pododdziałów i oddziałów partyzanckich za śmiałość i inicjatywę oraz umiejętne dowodzenie w walce, za osobiste męstwo, poświęcenie i upór przy wykonywaniu zadania bojowego.

Jako pierwszy Orderem Bohdana Chmielnickiego I klasy został nagrodzony gen. lejtn. Aleksiej Daniłow – dowódca 12 Armii. Wśród nagrodzonych byli m.in. marsz. Gieorgij Odincow, gen. płk Andriej Grieczko, gen. por. Michaił Katukow, gen. por. Wiktor Baranow, gen. mjr Wiktor Bogdanowicz.
Łącznie nadano orderów:
- I klasy – 323;
- II klasy – 2390;
- III klasy – 5738;

w tym orderem nagrodzono 1076 związków taktycznych i oddziałów wojskowych.

## Opis oznaki
Odznaka orderu I klasy to pięcioramienna wypukła gwiazda wykonana ze złota. W środku gwiazdy znajduje się w srebrnym otoku z dekoracyjnym ornamentem złote popiersie Bohdana Chmielnickiego z buławą w prawej ręce. W górnej części tarczy umieszczony został napis w języku ukraińskim Bohdan Chmelnyćkyj (БОГДАН ХМЕЛЬНИЦЬКИЙ). Między ramionami gwiazdy znajduje się pięć pęków srebrnych promieni. Średnica gwiazdy wynosi 55 mm. Odznaka orderu II klasy jest identyczna, z tym że wykonana jest ze srebra, natomiast odznaka orderu III klasy jest wykonana ze srebra i ma mniej szczegółów, ponadto ma mniejszą średnicę – 35 mm.
Wstążki do orderu:
- I klasy – jasnogranatowa z białym szerokim paskiem pośrodku
- II klasy – jasnogranatowa z dwoma białymi wąskimi paskami po bokach
- III klasy – jasnogranatowa z trzema białymi wąskimi paskami, dwa po bokach i jeden pośrodku

| Baretki orderu | Baretki orderu | Baretki orderu |
| -------------- | -------------- | -------------- |
| Klasa I        | Klasa II       | Klasa III      |